# 三王同盟
三王同盟（さんおうどうめい、ドイツ語: Dreikönigsbündnis）は、1849年5月26日に、プロイセン王国、ハノーファー王国及びザクセン王国の間で締結された同盟である。

## 概要
当時、ドイツ諸邦においては、三月革命を暴力的に弾圧していたところであり、プロイセン、ハノーファー及びザクセンは、「ドイツ問題の統一的管理の確立」に合意した。その目的は、ドイツ連邦国家、すなわちドイツ国（ライヒ）の設立であった。このプロジェクトは、後に、「エアフルト連合」と呼称されることとなった。
三王同盟規約は、暫定的な憲法秩序を示すものであり、選挙法の草案及び仲裁裁判所（Schiedsgericht）に関する合意が添付されていた。三王同盟規約締結の2日後には、ドイツ国（ライヒ）の憲法草案（エアフルト憲法）も添付された。この憲法草案は、三王同盟規約締結の前月に制定されたフランクフルト憲法に基づくものであった。
ドイツ統一の試みに対しては、他の邦も参加したが、バイエルン王国及びヴュルテンベルク王国は残らなかった。また、ハノーファー及びザクセンは、1849年秋にドイツ統一の試みから離脱した。遅くとも1850年秋の危機の後、エアフルト連合及びその諸制度は、終わりを告げることとなった。

## 沿革
プロイセン王フリードリヒ・ヴィルヘルム4世は、1849年4月にフランクフルト憲法に基づくドイツ皇帝の帝冠を拒絶したのと同時に、他のドイツ諸邦に対し、連邦国家設立のための協議を呼びかけた。その際の主たる助言者は、ヨーゼフ・フォン・ラドヴィッツであった。1849年5月17日から、プロイセン、バイエルン、ヴュルテンベルク、ハノーファー及びザクセンの代表がベルリンで会談を行った。しかしながら、協定に署名したのは、プロイセン、ハノーファー及びザクセンのみであった。ハノーファー及びザクセンは、オーストリア帝国を除くドイツ全土が同盟に参加する場合にのみ憲法に拘束されることを望む旨の留保を付していた（全参加条項）。

## 内容
1849年5月26日の三王同盟規約は、「ライヒ」及び「連邦国家」という語を避けて、「ドイツ問題の統一的管理の確立、同一の原則に従って行動することを決意した政府の緊密な結合」のための同盟であると規定していた（前文）。この同盟は、ドイツ同盟の全加盟国に対して開かれたものであった。
さらに、三王同盟規約は、機関についても規定している（3条）。
- プロイセンは、6月1日から1年間、「この同盟の目的を達成するために採られるべき措置の最高決定権」を有する。その後、ライヒ憲法（エアフルト憲法）が適用されるか（実際には2日後に発表された）、又は既存の条約の規定が延長されうる。
- 各同盟邦は、目的を達するための行為をするために「管理委員会」（Verwaltungsrath）に対して1名以上の全権委員を派遣する。
- 憲法は、ライヒ議会（エアフルト連合議会）において決定される。
- 同盟裁判所（5条）を設置するほか、内乱の際には、軍事援助を養成することがあり、その作戦は、プロイセンが主導する。

4条によれば、同盟邦は、「ドイツ国民」に対して、憲法を付与することとなっていた。憲法草案は、同盟邦間で合意されて、三王同盟規約に添付された。この憲法草案は、選挙法の草案とともに、エアフルト連合議会に提出されることとなった。エアフルト連合議会が修正を求めた場合には、同盟邦は、同意を与えなければならないこととされた。